# Kinosternon angustipons
Kinosternon angustipons är en sköldpaddsart som beskrevs av  Fritz Legler 1965. Kinosternon angustipons ingår i släktet Kinosternon, och familjen slamsköldpaddor. IUCN kategoriserar arten globalt som sårbar. Inga underarter finns listade.

## Utbredning
Arten finns vild i Nicaragua, Costa Rica och Panama i Centralamerika.